# 條鰨
條鰨，俗名閂絲、鰨沙、比目魚，为輻鰭魚綱鰈形目鰨亞目鰨科的一種。其种加词“zebra”意为“有斑马状纹样的”。

## 分布
本魚分布于印度西太平洋區，包括印度、日本、中國、台灣、香港、菲律賓、印尼、泰國、越南等海域。

## 深度
水深10至30公尺。

## 特徵
本魚體極側扁，呈卵圓形，口小，雙眼位於右側，魚體黃褐色，有眼側具12對深褐色橫紋；尾柄明顯，尾鰭圓形且具黃色斑點，體長可達19公分。

## 生態
本魚棲息於珊瑚礁外緣的沙地上，並將魚體埋藏於沙泥中，只露出兩眼觀察四周，能隨環境略為改變體色，游泳能力不佳，以波浪狀的方式上下擺動魚體來游泳，屬肉食性，以小型無脊椎動物為食。

## 經濟利用
食用魚，適合做成生魚片或鹽漬。